# Florida Film Critics Circle Awards 2006
Na 11. ročníku udílení cen Florida Film Critics Circle Awards byly předány ceny v těchto kategoriích dne 22. prosince 2006.

## Vítězové
Nejlepší film: Skrytá identita

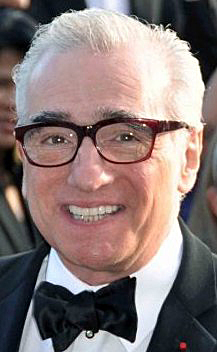
Martin Scorsese, vítěz v kategorii nejlepší režisér

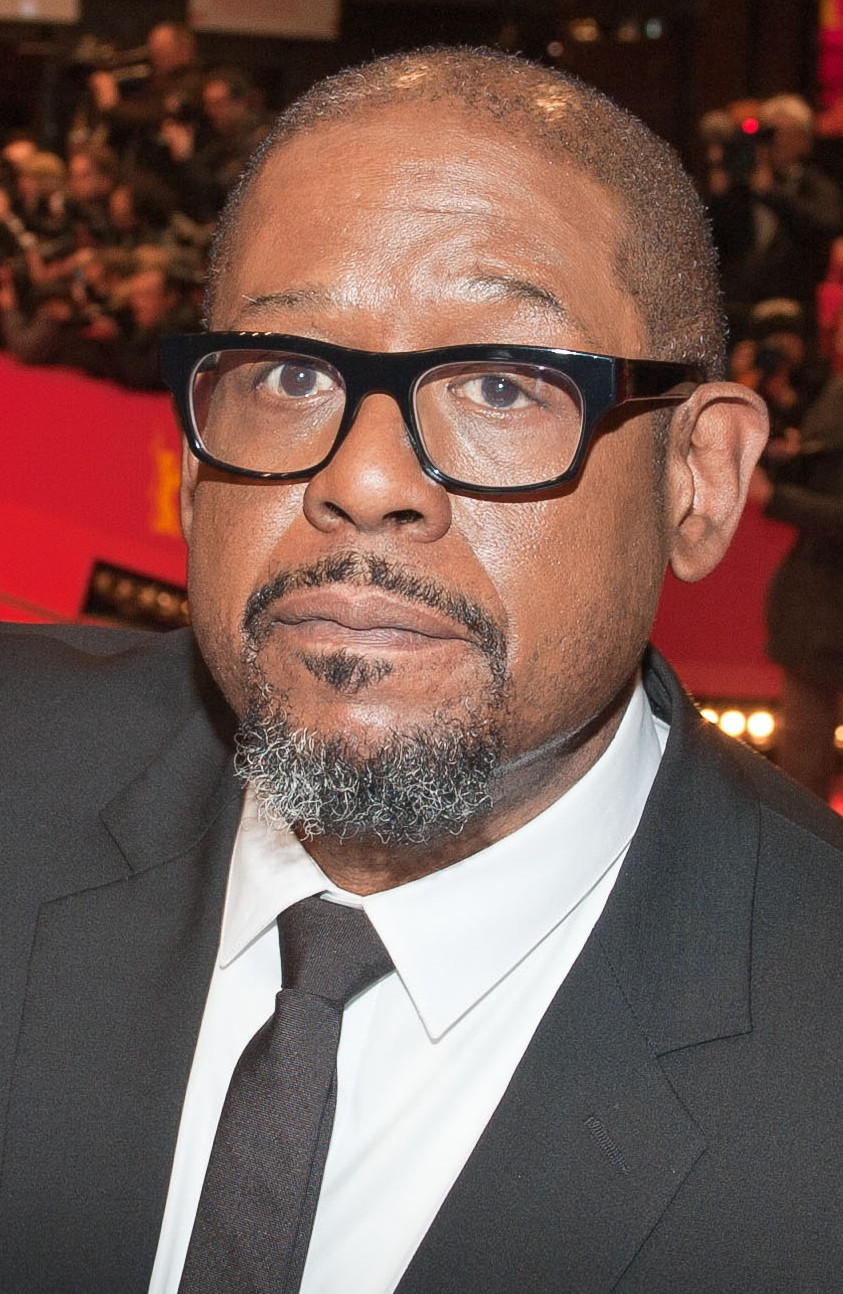
Forest Whitaker, vítěz v kategorii nejlepší mužský herecký výkon v hlavní roli

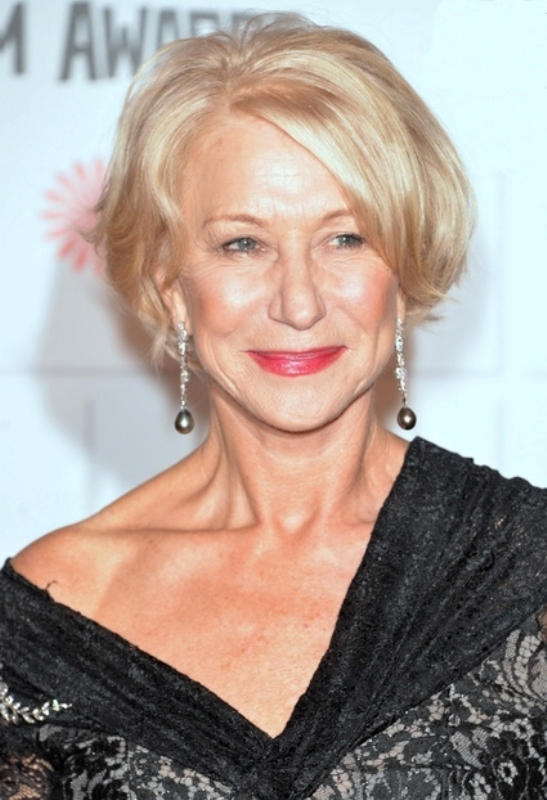
Helen Mirren, vítězka v kategorii nejlepší ženský herecký výkon v hlavní roli

Nejlepší režisér: Martin Scorsese – Skrytá identita
Nejlepší scénář: William Monahan – Skrytá identita
Nejlepší mužský herecký výkon v hlavní roli: Forest Whitaker – Poslední skotský král
Nejlepší ženský herecký výkon v hlavní roli: Helen Mirren – Královna
Nejlepší mužský herecký výkon ve vedlejší roli: Jack Nicholson – Skrytá identita
Nejlepší ženský herecký výkon ve vedlejší roli: Cate Blanchett – Zápisky o skandálu
Nejlepší kamera: Guillermo Navaroo – Faunův labyrint
Nejlepší dokument: Nepříjemná pravda
Nejlepší animovaný film: V tom domě straší
Nejlepší cizojazyčný film: Faunův labyrint
Objev roku: Jennifer Hudson – Dreamgirls